# Dowodzenie (logika)
Dowodzenie – jedna z najbardziej podstawowych odmian rozumowania obok wnioskowania, sprawdzania i wyjaśniania. Kazimierz Ajdukiewicz definiuje dowodzenie jako „proces myślowy polegający na rozwiązywaniu zadania, które domaga się, by pewne zdanie całkowicie dane w samym zadaniu wywnioskować ze zdań innych, już uprzednio uznanych”. Inaczej mówiąc dowodzenie jest to zadanie zawarte w zdaniu rozkazującym o postaci : „wykaż, że a jest b!”. Rozwiązanie tego zadania wymaga m.in. inferencji (wnioskowania), która jest składową dowodzenia. Jednym słowem dowodzeniem nazwiemy zabieg konstruowania danego dowodu. 
Dowodzenie jest formalnym rozumowaniem, korzystającym z zasad logiki, aksjomatów oraz założeń twierdzenia i wcześniej udowodnionych twierdzeń (porównaj dowód (matematyka)). W logice dowieść zdanie A oznacza znaleźć prawdziwe zdanie B, z którego zdanie A wynika.
W naukach przyrodniczych mówi się często, że pewna obserwacja lub doświadczenie jest dowodem pewnej tezy, przez co należy rozumieć, że wyniki doświadczenia wespół z pewnym tokiem rozumowania uprawniają do przyjęcia prawdziwości tezy. Stosuje się zarówno dowody wprost, jak i nie wprost, a także rozumowania statystyczne (uprawdopodabniające) – indukcję, która jest głównym mechanizmem rozwoju wiedzy w naukach przyrodniczych.
W dziedzinach kultury takich jak historia lub dziedzinach praktycznych, jak prawo czy kryminalistyka, logiczny kształt dowodu jest zwykle mocno sformalizowany (w sensie używanych środków) i zachowując podobny charakter i znaczenia, jak w naukach przyrodniczych, ograniczony jest do formy dowodu wprost.
W historii przez dowód rozumie się zwykle źródło pisane dostarczające poparcia danej tezy, czyli utożsamia się proces dowodzenia tezy z podaniem źródła wskazującego bezpośrednio na jej prawdziwość. Takie rozumienie bliskie jest prawnemu czy kryminalistycznemu rozumieniu pojęcia dowodu, gdzie słowo dowód uznaje się za synonim przedmiotu lub zdarzenia, stanowiącego podstawowy element w rozumowaniu dowodowym, uprawniający do przyjęcia tezy (np. oskarżenia) za prawdziwe. Milcząco zakłada się przy tym, że istnieje oczywisty i prosty związek pomiędzy tezą twierdzeń (np. oskarżeniem) a przedstawionymi faktami (np. zebranymi odciskami palców). Jeśli brak takiego bezpośredniego i oczywistego związku, mówimy nie o istnieniu dowodów lecz o poszlakach wskazujących na prawdziwość pewnej tezy.

## Rodzaje dowodów
- dowód wprost
- dowód nie wprost (zwany także apagogicznym, sokratejskim)
- dowód przez indukcję